# 1,6-Difluorexano
1,6-Difluorexano é o composto orgânico de fórmula C6H12F2, SMILES C(CCCF)CCF e massa molecular 122,1580. É classificado com o número CAS 373-29-5 e CBNumber CB42664028.